# Cosmosoma intensa
Cosmosoma intensa är en fjärilsart som beskrevs av Rothschild 1910. Cosmosoma intensa ingår i släktet Cosmosoma och familjen björnspinnare. Inga underarter finns listade i Catalogue of Life.